# Ligne Syracuse-Gela-Canicattì
La ligne de chemin de fer Syracuse-Gela-Canicattì est une ligne ferroviaire à voie unique non électrifiée par gérée par la RFI qui relie Syracuse du côté ionien de la Sicile au côté méditerranéen, traversant, avec un parcours est-ouest, un bon nombre de grands centres urbains jusqu'au terminus Canicattì, commune à la ligne Caltanissetta-Agrigente. La ligne fait partie de la voie ferrée Caltanissetta Xirbi-Gela-Syracuse. 

## Historique

### Chronologie
| Tronçon                     | Inauguration     |
| --------------------------- | ---------------- |
| Canicattì - Campobello      | ?                |
| Campobello - Favarotta      | 23 mai 1880      |
| Favarotta - Licata          | 24 février 1881  |
| Syracuse - Noto             | 5 avril 1886     |
| Licata - Jetée de Licata    | 26 novembre 1888 |
| Licata - Gela               | 29 mars 1891     |
| Noto - Modica               | 23 décembre 1891 |
| Syracuse - Port de Syracuse | 13 août 1892     |
| Gela - Comiso               | 14 mars 1893     |
| Comiso - Modica             | 18 juin 1893     |